# Warpęsy
Warpęsy – wieś sołecka w Polsce położona w województwie mazowieckim, w powiecie grójeckim, w gminie Jasieniec.
W latach 1975–1998 miejscowość administracyjnie należała do województwa radomskiego. Obecnie liczy ok. 400 mieszkańców. 

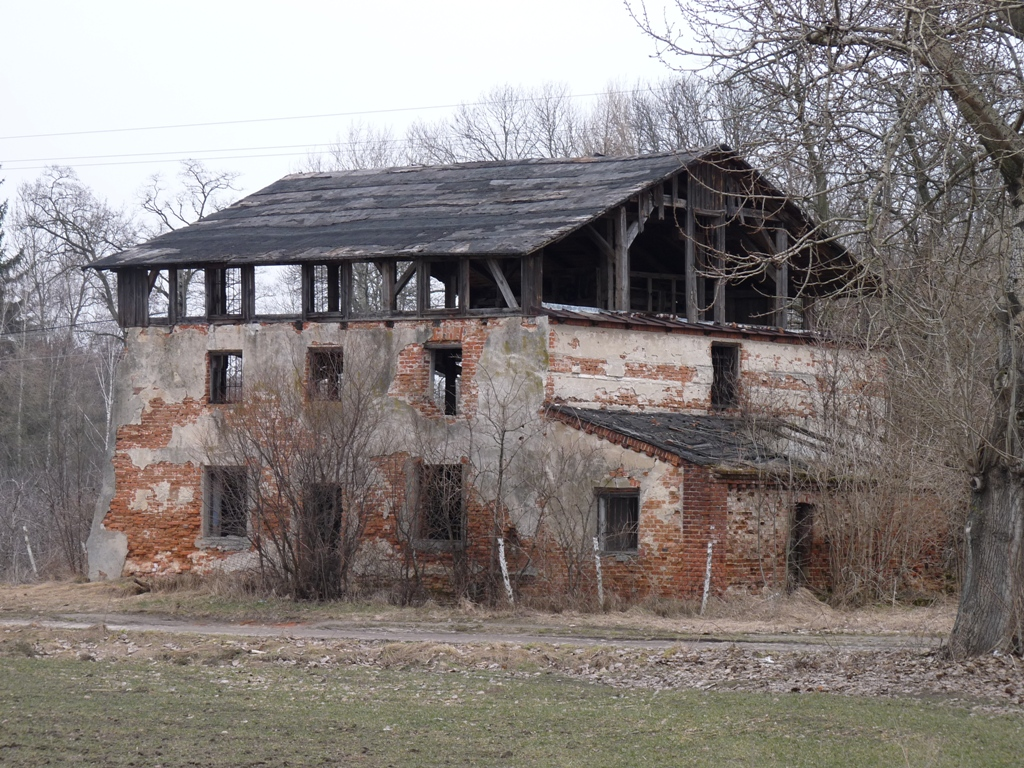
Młyn w Warpęsach

Główne atrakcje : zabytkowy młyn z XIX wieku, pałac byłego właściciela (obecnie wykupiony przez prywatną osobę). Region w większości sadowniczy z nielicznymi uprawami innych owoców np. wiśni. 